# Protomelas
Protomelas és un gènere de peixos de la família dels cíclids i de l'ordre dels perciformes endèmic del llac Malawi (Àfrica oriental).

## Taxonomia
- Protomelas annectens (Regan, 1922)
- Protomelas dejunctus (Stauffer, 1993)
- Protomelas fenestratus (Trewavas, 1935)
- Protomelas insignis(Trewavas, 1935)
- Protomelas kirkii (Günther, 1894)
- Protomelas labridens (Trewavas, 1935)
- Protomelas macrodon (Eccles a Eccles & Trewavas, 1989)
- Protomelas marginatus(Trewavas, 1935)
- Protomelas pleurotaenia (Boulenger, 1901)
- Protomelas similis (Regan, 1922)
- Protomelas spilonotus (Trewavas, 1935)
- Protomelas spilopterus(Trewavas, 1935)
- Protomelas taeniolatus (Trewavas, 1935)
- Protomelas triaenodon(Trewavas, 1935)
- Protomelas virgatus (Trewavas, 1935)[3][4][5][6][7][8][9]